# Instituto Brasileiro de Geografia e Estatística

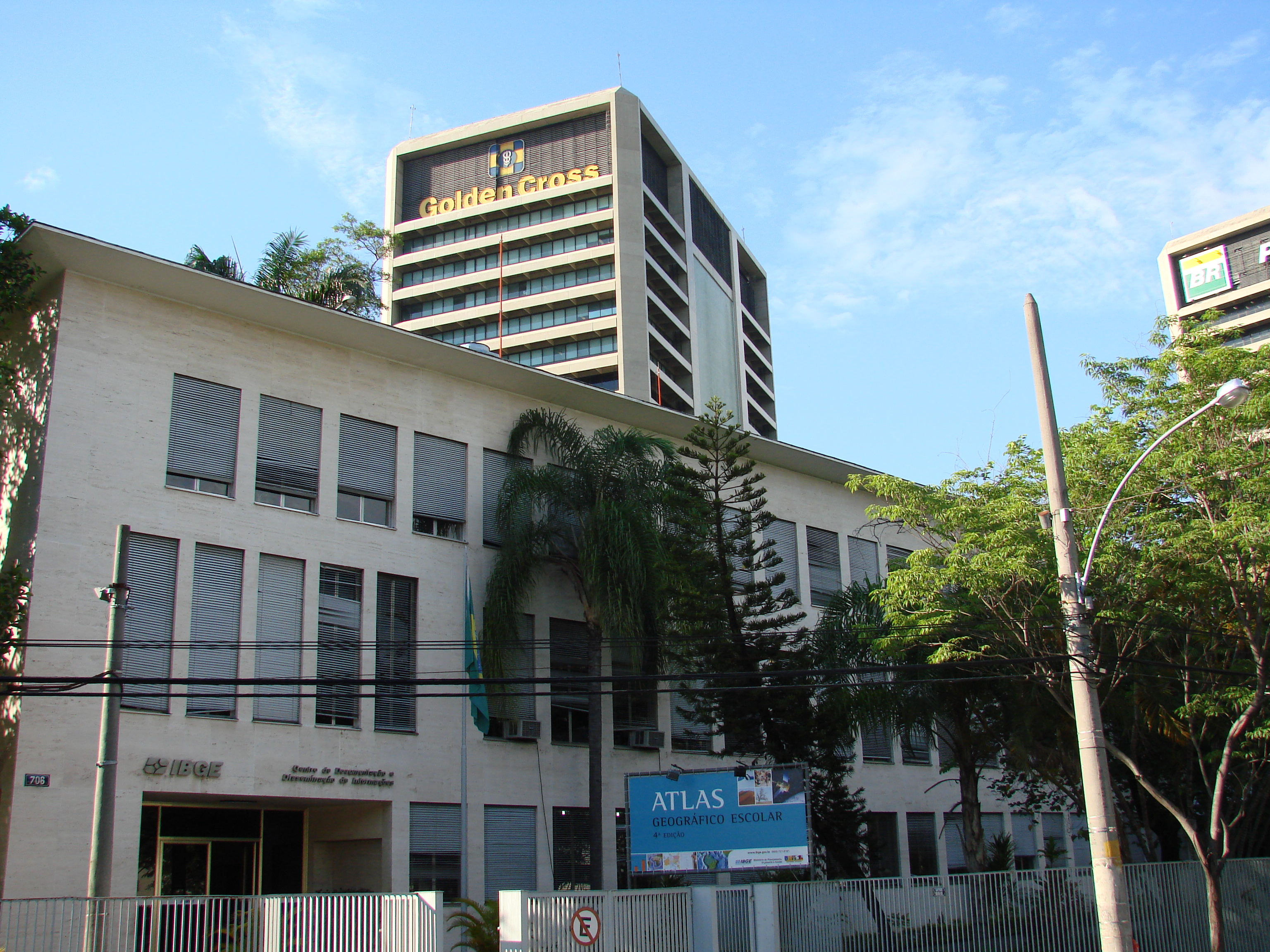
Siedziba IBGE

Brazylijski Instytut Geograficzno-Statystyczny (port. Instituto Brasileiro de Geografia e Estatística, IBGE) – instytucja działająca na terenie Brazylii odpowiedzialna za informacje statystyczne, geograficzne, kartograficzne, geodezyjne i o środowisku naturalnym w tym kraju. Za pośrednictwem IBGE co 10 lat następuje spis ludności oraz zbierane są dane na temat literatury, edukacji, a także poziomu higieny ludności. Główna siedziba IBGE obecnie znajduje się w Rio de Janeiro.